# SLC39A12
SLC39A12‏ (Solute carrier family 39 member 12) هوَ بروتين يُشَفر بواسطة جين SLC39A12 في الإنسان.